# Puchar Świata w Rugby League 2017
Puchar Świata w Rugby League 2017 – piętnasta edycja organizowanej przez Rugby League International Federation imprezy o randze mistrzostw świata w rugby league. Na gospodarza zawodów wybrano trzy kraje: Australię, Nową Zelandię oraz Papuę-Nową Gwineę, zaś spotkania zaplanowano na okres pomiędzy 27 października a 2 grudnia 2017.

## Uczestnicy

### Kwalifikacje
Zasady kwalifikacji światowa federacja ogłosiła dopiero rok po poprzednich mistrzostwach, w sierpniu 2014 roku. Automatyczne udział w turnieju przyznano wówczas siedmiu ćwierćfinalistom zawodów z 2013 roku (Australii i Nowej Zelandii jako gospodarzom, a ponadto Anglii, Fidżi, Francji, Samoa i Szkocji). Ósmy ćwierćfinalista, Stany Zjednoczone, decyzją RLIF został zmuszony do gry w eliminacjach. Oprócz USA kwalifikację w regionalnych turniejach uzyskały: Irlandia, Walia i Włochy (strefa europejska), Liban (strefa bliskowschodnio-afrykańska) i Tonga (strefa azjatycko-pacyficzna). Stawkę uzupełniła Papua-Nowa Gwinea, której udział związany był z dołączeniem do grona organizatorów.

### Zakwalifikowane drużyny
| Drużyna           | Podstawa kwalifikacji                                   | Liczba występów | Najlepszy wynik                                                            | Ostatni występ |
| ----------------- | ------------------------------------------------------- | --------------- | -------------------------------------------------------------------------- | -------------- |
| Anglia            | półfinalista z 2013                                     | 5               | II miejsce (1975, 1995)                                                    | 2013           |
| Australia         | gospodarz                                               | 14              | Mistrz świata (1957, 1968, 1970, 1975, 1977, 1988, 1992, 1995, 2000, 2013) | 2013           |
| Fidżi             | półfinalista z 2013                                     | 4               | Półfinał (2008)                                                            | 2013           |
| Francja           | ćwierćfinalista z 2013                                  | 14              | II miejsce (1954, 1968)                                                    | 2013           |
| Irlandia          | zwycięzca grupy 2 kwalifikacji w strefie europejskiej   | 3               | Ćwierćfinał (2008)                                                         | 2013           |
| Liban             | zwycięzca barażu w strefie bliskowschodnio-afrykańskiej | 1               | Faza grupowa (2000)                                                        | 2000           |
| Nowa Zelandia     | gospodarz                                               | 14              | Mistrz świata (2008)                                                       | 2013           |
| Papua-Nowa Gwinea | gospodarz                                               | 6               | Ćwierćfinał (2000)                                                         | 2013           |
| Samoa             | ćwierćfinalista z 2013                                  | 4               | Ćwierćfinał (2013)                                                         | 2013           |
| Stany Zjednoczone | zwycięzca kwalifikacji w strefie amerykańskiej          | 1               | Ćwierćfinał (2013)                                                         | 2013           |
| Szkocja           | ćwierćfinalista z 2013                                  | 3               | Ćwierćfinał (2013)                                                         | 2013           |
| Tonga             | zwycięzca barażu w strefie azjatycko-pacyficznej        | 4               | Faza grupowa (1995, 2000, 2008, 2013)                                      | 2013           |
| Walia             | zwycięzca grupy 1 kwalifikacji w strefie europejskiej   | 4               | III miejsce (1975)                                                         | 2013           |
| Włochy            | zwycięzca barażu w strefie europejskiej                 | 1               | Faza grupowa (2013)                                                        | 2013           |

## Stadiony
W październiku 2015 oficjalnie ogłoszono, że do oprócz pierwotnych gospodarzy, Australii i Nowej Zelandii, trzy spotkania grupowe zostaną rozegrane także na terenie Papui-Nowej Gwinei. Ostatecznie zadecydowano, że mistrzostwa zostaną rozegrane na 13 obiektach: ośmiu w Australii, czterech w Nowej Zelandii i jednym w Papui-Nowej Gwinei. Mecz otwarcia zaplanowano na Melbourne Rectangular Stadium, zaś wielki finał na Lang Park w Brisbane. Na terytorium Nowej Południowej Walii, gdzie rugby league jest niezwykle popularne, postanowiono zorganizować zaledwie dwa spośród 28 spotkań – oba w Sydney z udziałem „kopciuszka”, Libanu. Decyzja ta spotkała się z krytyką i niedowierzaniem, jednak wynikać miała z małego zaangażowania w organizację ze strony lokalnego rządu.
| Brisbane                    | Sydney                                                     | Melbourne                                                  | Townsville             |
| --------------------------- | ---------------------------------------------------------- | ---------------------------------------------------------- | ---------------------- |
| Lang Park                   | Sydney Football Stadium                                    | Melbourne Rectangular Stadium                              | Willows Sports Complex |
| Pojemność: 52 500           | Pojemność: 45 500                                          | Pojemność: 30 050                                          | Pojemność: 26 500      |
|                             |                                                            |                                                            |                        |
| Canberra                    | BrisbaneCairnsCanberraDarwinMelbournePerthTownsvilleSydney | BrisbaneCairnsCanberraDarwinMelbournePerthTownsvilleSydney | Perth                  |
| Canberra Stadium            | BrisbaneCairnsCanberraDarwinMelbournePerthTownsvilleSydney | BrisbaneCairnsCanberraDarwinMelbournePerthTownsvilleSydney | Perth Oval             |
| Pojemność: 25 011           | BrisbaneCairnsCanberraDarwinMelbournePerthTownsvilleSydney | BrisbaneCairnsCanberraDarwinMelbournePerthTownsvilleSydney | Pojemność: 20 500      |
|                             | BrisbaneCairnsCanberraDarwinMelbournePerthTownsvilleSydney | BrisbaneCairnsCanberraDarwinMelbournePerthTownsvilleSydney |                        |
| Cairns                      | BrisbaneCairnsCanberraDarwinMelbournePerthTownsvilleSydney | BrisbaneCairnsCanberraDarwinMelbournePerthTownsvilleSydney | Darwin                 |
| Barlow Park                 | BrisbaneCairnsCanberraDarwinMelbournePerthTownsvilleSydney | BrisbaneCairnsCanberraDarwinMelbournePerthTownsvilleSydney | Marrara Oval           |
| Pojemność: 18 000           | BrisbaneCairnsCanberraDarwinMelbournePerthTownsvilleSydney | BrisbaneCairnsCanberraDarwinMelbournePerthTownsvilleSydney | Pojemność: 12 000      |
|                             | BrisbaneCairnsCanberraDarwinMelbournePerthTownsvilleSydney | BrisbaneCairnsCanberraDarwinMelbournePerthTownsvilleSydney |                        |
| Wellington                  | AucklandChristchurchHamiltonWellington                     | AucklandChristchurchHamiltonWellington                     | Auckland               |
| Wellington Regional Stadium | AucklandChristchurchHamiltonWellington                     | AucklandChristchurchHamiltonWellington                     | Mount Smart Stadium    |
| Pojemność: 34 500           | AucklandChristchurchHamiltonWellington                     | AucklandChristchurchHamiltonWellington                     | Pojemność: 30 000      |
|                             | AucklandChristchurchHamiltonWellington                     | AucklandChristchurchHamiltonWellington                     |                        |
| Hamilton                    | AucklandChristchurchHamiltonWellington                     | AucklandChristchurchHamiltonWellington                     | Christchurch           |
| Waikato Stadium             | AucklandChristchurchHamiltonWellington                     | AucklandChristchurchHamiltonWellington                     | Rugby League Park      |
| Pojemność: 25 800           | AucklandChristchurchHamiltonWellington                     | AucklandChristchurchHamiltonWellington                     | Pojemność: 18 000      |
|                             | AucklandChristchurchHamiltonWellington                     | AucklandChristchurchHamiltonWellington                     |                        |
| Port Moresby                | Port Moresby                                               | Port Moresby                                               |                        |
| National Football Stadium   | Port Moresby                                               | Port Moresby                                               |                        |
| Pojemność: 17 000           | Port Moresby                                               | Port Moresby                                               |                        |
|                             | Port Moresby                                               | Port Moresby                                               |                        |

## Sędziowie
Do prowadzenia spotkań Pucharu wyznaczono 27 arbitrów, spośród których wszyscy na co dzień prowadzili mecze National Rugby League lub Super League.
- Phil Bentham
- James Child
- Mark Craven
- Robert Hicks
- Chris Kendall
- Scott Mikalauskas
- Liam Moore
- Tim Roby
- Ben Thaler
- Grant Atkins
- Chris Butler
- Matt Cecchin
- Steve Chiddy
- Ben Cummins
- Adam Gee
- Ashley Klein
- Jared Maxwell
- David Munro
- Ziggy Przeklasa-Adamski
- Belinda Sleeman
- Jon Stone
- Bernard Sutton
- Chris Sutton
- Gerard Sutton
- Michael Wise
- Chris McMillan
- Henry Perenara

## Faza grupowa
Organizatorzy zdecydowali się na utrzymanie formatu mistrzostw sprzed czterech lat: 14 zakwalifikowanych drużyn podzielono na cztery grupy, grupy A i B złożone z czterech silniejszych drużyn każda oraz grupy C i D, każda po trzy drużyny. Każdy z zespołów wewnątrz własnej grupy rozgrywa spotkania systemem kołowym, a ponadto reprezentacje z grupy C rozgrywają jeden mecz z zespołem z grupy D i odwrotnie. Rezultaty meczów międzygrupowych ujawniane są w tabelach obu grup. Dzięki temu wszystkie drużyny fazę grupową kończą po rozegraniu trzech spotkań.
Awans do fazy pucharowej uzyskują po trzy najlepsze drużyny z grup A i B oraz zwycięzcy grup C i D.

### Grupa A
|    | Zespół    | M | W | R | P | Pkt+ | Pkt- | +/- | Pkt |
| -- | --------- | - | - | - | - | ---- | ---- | --- | --- |
| 1. | Australia | 3 | 3 | 0 | 0 | 104  | 10   | +94 | 6   |
| 2. | Anglia    | 3 | 2 | 0 | 1 | 69   | 34   | +34 | 4   |
| 3. | Liban     | 3 | 1 | 0 | 2 | 39   | 81   | −42 | 2   |
| 4. | Francja   | 3 | 0 | 0 | 3 | 30   | 117  | −87 | 0   |

| 27 października 201720:00 AEDT (UTC+11) | Australia                                           | 18:4(10:4) | Anglia           | Melbourne Rectangular Stadium, Melbourne Widzów: 22 724 Sędzia: Matt Cecchin |
| 27 października 201720:00 AEDT (UTC+11) | Smith 6 (3G) Dugan 4 (P) Gillett 4 (P) Slater 4 (P) | 18:4(10:4) | McGillvary 4 (P) | Melbourne Rectangular Stadium, Melbourne Widzów: 22 724 Sędzia: Matt Cecchin |

| 29 października 201716:00 AEDT (UTC+11) | Francja                                  | 18:29(6:12) | Liban                                                         | Canberra Stadium, Canberra Widzów: 5492 Sędzia: Gerard Sutton |
| 29 października 201716:00 AEDT (UTC+11) | Ader 8 (2P) Barthau 6 (3G) Cardace 4 (P) | 18:29(6:12) | Moses 13 (P 4G dg) Robinson 8 (2P) Doueihi 4 (P) Layoun 4 (P) | Canberra Stadium, Canberra Widzów: 5492 Sędzia: Gerard Sutton |

| 3 listopada 201720:00 AEDT (UTC+11) | Australia                                                                                       | 52:6(20:6) | Francja                         | Canberra Stadium, Canberra Widzów: 12 293 Sędzia: Robert Hicks |
| 3 listopada 201720:00 AEDT (UTC+11) | Graham 16 (4P) Smith 12 (6G) Munster 8 (2P) Dugan 4 (P) Frizell 4 (P) Holmes 4 (P) Slater 4 (P) | 52:6(20:6) | Kheirallah 4 (P) Marginet 2 (G) | Canberra Stadium, Canberra Widzów: 12 293 Sędzia: Robert Hicks |

| 4 listopada 201720:00 AEDT (UTC+11) | Anglia                                                                                   | 29:10(22:6) | Liban                                | Sydney Football Stadium, Sydney Widzów: 10 237 Sędzia: Ben Thaler |
| 4 listopada 201720:00 AEDT (UTC+11) | Widdop 9 (4G dg) T. Burgess 4 (P) Currie 4 (P) Hall 4 (P) McGillvary 4 (P) Watkins 4 (P) | 29:10(22:6) | Kassis 4 (P) Wehbe 4 (P) Moses 2 (G) | Sydney Football Stadium, Sydney Widzów: 10 237 Sędzia: Ben Thaler |

| 11 listopada 201720:00 AEDT (UTC+11) | Australia                                                                              | 34:0(10:0) | Liban | Sydney Football Stadium, Sydney Widzów: 21 127 Sędzia: James Child |
| 11 listopada 201720:00 AEDT (UTC+11) | Maloney 12 (P 4G) Munster 8 (2P) Cordner 4 (P) Gagai 4 (P) Trbojevic 4 (P) Smith 2 (G) | 34:0(10:0) |       | Sydney Football Stadium, Sydney Widzów: 21 127 Sędzia: James Child |

| 12 listopada 201718:00 AWST (UTC+8) | Anglia                                                                                      | 36:6(26:6) | Francja                   | Perth Oval, Perth Widzów: 14 744 Sędzia: Phil Bentham |
| 12 listopada 201718:00 AWST (UTC+8) | Widdop 12 (P 4G) McGilvary 8 (2P) Bateman 4 (P) Graham 4 (P) Percival 4 (P) Ratchford 4 (P) | 36:6(26:6) | Garcia 4 (P) Albert 2 (G) | Perth Oval, Perth Widzów: 14 744 Sędzia: Phil Bentham |

### Grupa B
|    | Zespół        | M | W | R | P | Pkt+ | Pkt- | +/-  | Pkt |
| -- | ------------- | - | - | - | - | ---- | ---- | ---- | --- |
| 1. | Tonga         | 3 | 3 | 0 | 0 | 110  | 44   | +66  | 6   |
| 2. | Nowa Zelandia | 3 | 2 | 0 | 1 | 134  | 42   | +92  | 4   |
| 3. | Samoa         | 3 | 0 | 1 | 2 | 40   | 84   | −44  | 1   |
| 4. | Szkocja       | 3 | 0 | 1 | 2 | 24   | 138  | −114 | 1   |

| 28 października 201720:10 NZDT (UTC+13) | Nowa Zelandia | 38:8(10:4) | Samoa                         | Mount Smart Stadium, Auckland Widzów: 17 857 Sędzia: Joseph Tapine |
| 28 października 201720:10 NZDT (UTC+13) | Johnson 14 (P 5G) Asofa-Solomona 4 (P) Liu 4 (P) Nikorima 4 (P) Rapana 4 (P) Takairangi 4 (P) Tuivasa-Sheck 4 (P) | 38:8(10:4) | Maumalo 4 (P) Jo. Paulo 4 (P) | Mount Smart Stadium, Auckland Widzów: 17 857 Sędzia: Joseph Tapine |

| 29 października 201716:15 AEST (UTC+10) | Szkocja    | 4:50(0:38) | Tonga                                                                                                   | Barlow Park, Cairns Widzów: 9216 Sędzia: Phil Bentham |
| 29 października 201716:15 AEST (UTC+10) | Addy 4 (P) | 4:50(0:38) | Jennings 12 (3P) Taukeiaho 12 (6G) Tupou 8 (2P) Hingano 6 (P G) Manu 4 (P) Taumalolo 4 (P) Terepo 4 (P) | Barlow Park, Cairns Widzów: 9216 Sędzia: Phil Bentham |

| 4 listopada 201717:00 NZDT (UTC+13) | Nowa Zelandia | 74:6(28:0) | Szkocja                 | Rugby League Park, Christchurch Widzów: 12 130 Sędzia: Henry Perenara |
| 4 listopada 201717:00 NZDT (UTC+13) | Johnson 22 (P 9G) Hiku 12 (3P) Martin 12 (3P) Nightingale 8 (2P) Bromwich 4 (P) Packer 4 (P) Tapine 4 (P) Taylor 4 (P) Whare 4 (P) | 74:6(28:0) | Thomas 4 (P) Addy 2 (G) | Rugby League Park, Christchurch Widzów: 12 130 Sędzia: Henry Perenara |

| 4 listopada 201719:30 NZDT (UTC+13) | Samoa                                      | 18:32(6:14) | Tonga                                                                                        | Waikato Stadium, Hamilton Widzów: 18 156 Sędzia: Ben Cummins |
| 4 listopada 201719:30 NZDT (UTC+13) | Lafai 10 (P 3G) Roberts 4 (P) Tevaga 4 (P) | 18:32(6:14) | Jennings 8 (2P) Taukeiaho 8 (4G) Hingano 4 (2G) Maʻu 4 (P) Murdoch-Masila 4 (P) Terepo 4 (P) | Waikato Stadium, Hamilton Widzów: 18 156 Sędzia: Ben Cummins |

| 11 listopada 201717:00 NZDT (UTC+13) | Nowa Zelandia                                                           | 22:28(16:2) | Tonga                                                           | Waikato Stadium, Hamilton Widzów: 24 041 Sędzia: Gerard Sutton |
| 11 listopada 201717:00 NZDT (UTC+13) | Tuivasa-Sheck 8 (2P) Johnson 6 (3G) Rapana 4 (P) Watene-Zelezniak 4 (P) | 22:28(16:2) | Fusituʻa 12 (3P) Lolohea 6 (P G) Taukeiaho 6 (3G) Hopoate 4 (P) | Waikato Stadium, Hamilton Widzów: 24 041 Sędzia: Gerard Sutton |

| 11 listopada 201717:00 AEST (UTC+10) | Samoa                                           | 14:14(6:14) | Szkocja                                 | Barlow Park, Cairns Widzów: 4309 Sędzia: Ashley Klein |
| 11 listopada 201717:00 AEST (UTC+10) | Wright 6 (P G) Ju. Paulo 4 (P) Tonumaipea 4 (P) | 14:14(6:14) | Addy 6 (3G) Mariano 4 (P) Tierney 4 (P) | Barlow Park, Cairns Widzów: 4309 Sędzia: Ashley Klein |

### Grupa C
|    | Zespół            | M | W | R | P | Pkt+ | Pkt- | +/-  | Pkt |
| -- | ----------------- | - | - | - | - | ---- | ---- | ---- | --- |
| 1. | Papua-Nowa Gwinea | 3 | 3 | 0 | 0 | 128  | 12   | +116 | 6   |
| 2. | Irlandia          | 3 | 2 | 0 | 1 | 76   | 32   | +44  | 4   |
| 3. | Walia             | 3 | 0 | 0 | 3 | 18   | 156  | −138 | 0   |

| 28 października 201715:00 PGT (UTC+10) | Papua-Nowa Gwinea                                                                              | 50:6(26:0) | Walia                    | National Football Stadium, Port Moresby Widzów: 14 800 Sędzia: Ben Cummins |
| 28 października 201715:00 PGT (UTC+10) | Martin 18 (2P 5G) Mead 12 (3P) Aiton 4 (P) Albert 4 (P) Macdonald 4 (P) Olam 4 (P) Ottio 4 (P) | 50:6(26:0) | Grace 4 (P) Davies 2 (G) | National Football Stadium, Port Moresby Widzów: 14 800 Sędzia: Ben Cummins |

| 5 listopada 201716:00 PGT (UTC+10) | Papua-Nowa Gwinea                                    | 14:6(8:6) | Irlandia                  | National Football Stadium, Port Moresby Widzów: 14 800 Sędzia: Matt Cecchin |
| 5 listopada 201716:00 PGT (UTC+10) | W. Boas 4 (P) Lo 4 (P) Macdonald 4 (P) A. Boas 2 (G) | 14:6(8:6) | McIlorum 4 (P) Finn 2 (G) | National Football Stadium, Port Moresby Widzów: 14 800 Sędzia: Matt Cecchin |

| 12 listopada 201715:30 AWST (UTC+8) | Walia                     | 6:34(0:22) | Irlandia                                                                | Perth Oval, Perth Widzów: 14 744 Sędzia: Ben Thaler |
| 12 listopada 201715:30 AWST (UTC+8) | Morris 4 (P) Davies 2 (G) | 6:34(0:22) | Finn 14 (P 5G) Roberts 8 (2P) Kay 4 (P) Pewhairangi 4 (P) Philbin 4 (P) | Perth Oval, Perth Widzów: 14 744 Sędzia: Ben Thaler |

### Grupa D
|    | Zespół            | M | W | R | P | Pkt+ | Pkt- | +/-  | Pkt |
| -- | ----------------- | - | - | - | - | ---- | ---- | ---- | --- |
| 1. | Fidżi             | 3 | 3 | 0 | 0 | 168  | 28   | +140 | 6   |
| 2. | Włochy            | 3 | 1 | 0 | 2 | 68   | 74   | −6   | 2   |
| 3. | Stany Zjednoczone | 3 | 0 | 0 | 3 | 12   | 168  | −156 | 0   |

| 28 listopada 201719:40 AEST (UTC+10) | Fidżi | 58:12(36:6) | Stany Zjednoczone                          | Willows Sports Complex, Townsville Widzów: 5103 Sędzia: Henry Perenara |
| 28 listopada 201719:40 AEST (UTC+10) | Milne 12 (2P 2G) Koroiosau 10 (5G) Naiqama 8 (2P) Vunivalu 8 (2P) Evans 4 (P) Hayne 4 (P) Kikau 4 (P) Raiwalui 4 (P) Uate 4 (P) | 58:12(36:6) | Farimano 4 (2G) Shipway 4 (P) Vaivai 4 (P) | Willows Sports Complex, Townsville Widzów: 5103 Sędzia: Henry Perenara |

| 5 listopada 201716:00 AEST (UTC+10) | Włochy                                                                                         | 46:0(18:0) | Stany Zjednoczone | Willows Sports Complex, Townsville Widzów: 7732 Sędzia: Ashley Klein |
| 5 listopada 201716:00 AEST (UTC+10) | Mantellato 18 (P 7G) Tramontana 8 (2P) Cerutto 4 (P) Ghietti 4 (P) Tedesco 4 (P) Vaughan 4 (P) | 46:0(18:0) |                   | Willows Sports Complex, Townsville Widzów: 7732 Sędzia: Ashley Klein |

| 10 listopada 201719:40 AEST (UTC+10) | Fidżi                                                                                                  | 38:10(12:4) | Włochy                          | Canberra Stadium, Canberra Widzów: 6733 Sędzia: Robert Hicks |
| 10 listopada 201719:40 AEST (UTC+10) | Vunivalu 12 (3P) Koroisau 6 (3G) Milne 4 (2G) Montoya 4 (P) Naiqama 4 (P) Raiwalui 4 (P) Wiliame 4 (P) | 38:10(12:4) | Mantellato 6 (P G) Milone 4 (P) | Canberra Stadium, Canberra Widzów: 6733 Sędzia: Robert Hicks |
| 10 listopada 201719:40 AEST (UTC+10) | Hayne                                                                                                  | 38:10(12:4) | Tramontana · Walker             | Canberra Stadium, Canberra Widzów: 6733 Sędzia: Robert Hicks |

### Mecze międzygrupowe
| 29 października 201714:00 AEST (UTC+10) | Irlandia                                                                             | 36:12(20:6) | Włochy                                          | Barlow Park, Cairns Widzów: 9216 Sędzia: Grant Atkins |
| 29 października 201714:00 AEST (UTC+10) | Finn 12 (6G) Kay 8 (2P) Amor 4 (P) King 4 (P) McCarthy-Scarsbrook 4 (P) Morgan 4 (P) | 36:12(20:6) | Castellaro 4 (P) Mantellato 4 (2G) Milone 4 (P) | Barlow Park, Cairns Widzów: 9216 Sędzia: Grant Atkins |

| 5 listopada 201718:30 AEST (UTC+10) | Fidżi | 72:6(30:0) | Walia                      | Willows Sports Complex, Townsville Widzów: 7732 Sędzia: Chris Kendall |
| 5 listopada 201718:30 AEST (UTC+10) | Milne 14 (2P 3G) Vunivalu 14 (3P G) Kikau 8 (2P) Koroisau 8 (4G) Faingaʻa 4 (P) Hayne 4 (P) Lovodua 4 (P) Montoya 4 (P) Nakubuwai 4 (P) Raiwalui 4 (P) Vunakece 4 (P) | 72:6(30:0) | Konwles 4 (P) Davies 2 (G) | Willows Sports Complex, Townsville Widzów: 7732 Sędzia: Chris Kendall |

| 12 listopada 201715:00 PGT (UTC+10) | Papua-Nowa Gwinea | 64:0(34:0) | Stany Zjednoczone | National Football Stadium, Port Moresby Widzów: 14 800 Sędzia: Adam Gee |
| 12 listopada 201715:00 PGT (UTC+10) | Martin 20 (10G) Olam 12 (3P) Lam 8 (2P) Amean 4 (P) W. Boas 4 (P) Griffin 4 (P) Macdonald 4 (P) Mead 4 (P) Segeyaro 4 (P) | 64:0(34:0) |                   | National Football Stadium, Port Moresby Widzów: 14 800 Sędzia: Adam Gee |

## Faza pucharowa
|  |                                                         |                   |                                              |                                    |    |           |                                 |          |  |  |       |       |       |
|  | Ćwierćfinał                                             | Ćwierćfinał       | Ćwierćfinał                                  |                                    |    | Półfinał  | Półfinał                        | Półfinał |  |  | Finał | Finał | Finał |
|  | Ćwierćfinał                                             | Ćwierćfinał       | Ćwierćfinał                                  |                                    |    | Półfinał  | Półfinał                        | Półfinał |  |  | Finał | Finał | Finał |
|  | 17 listopada – Marrara Oval, Darwin                     |                   |                                              |                                    |    |           |                                 |          |  |  |       |       |       |
|  |                                                         |                   |                                              |                                    |    |           |                                 |          |  |  |       |       |       |
|  | Australia                                               | Australia         | 46                                           |                                    |    |           |                                 |          |  |  |       |       |       |
|  | Australia                                               | Australia         | 46                                           | 24 listopada – Lang Park, Brisbane |    |           |                                 |          |  |  |       |       |       |
|  | Samoa                                                   | Samoa             | 0                                            |                                    |    |           |                                 |          |  |  |       |       |       |
|  | Samoa                                                   | Samoa             | 0                                            |                                    |    | Australia | Australia                       | 54       |  |  |       |       |       |
|  | 18 listopada – Rugby League Park, Christchurch          |                   |                                              |                                    |    | Australia | Australia                       | 54       |  |  |       |       |       |
|  |                                                         |                   | Fidżi                                        | Fidżi                              | 6  |           |                                 |          |  |  |       |       |       |
|  | Nowa Zelandia                                           | Nowa Zelandia     | Fidżi                                        | Fidżi                              | 6  | 2         |                                 |          |  |  |       |       |       |
|  | Nowa Zelandia                                           | Nowa Zelandia     |                                              |                                    |    | 2         | 2 grudnia – Lang Park, Brisbane |          |  |  |       |       |       |
|  | Fidżi                                                   | Fidżi             | 4                                            |                                    |    |           |                                 |          |  |  |       |       |       |
|  | Fidżi                                                   | Fidżi             | 4                                            |                                    |    | Australia | Australia                       | 6        |  |  |       |       |       |
|  | 18 listopada – Wellington Regional Stadium, Wellington  |                   |                                              |                                    |    | Australia | Australia                       | 6        |  |  |       |       |       |
|  |                                                         |                   | Anglia                                       | Anglia                             | 0  |           |                                 |          |  |  |       |       |       |
|  | Tonga                                                   | Tonga             | Anglia                                       | Anglia                             | 0  | 24        |                                 |          |  |  |       |       |       |
|  | Tonga                                                   | Tonga             | 25 listopada – Mount Smart Stadium, Auckland |                                    |    | 24        |                                 |          |  |  |       |       |       |
|  | Liban                                                   | Liban             | 22                                           |                                    |    |           |                                 |          |  |  |       |       |       |
|  | Liban                                                   | Liban             | 22                                           |                                    |    | Tonga     | Tonga                           | 18       |  |  |       |       |       |
|  | 19 listopada – Melbourne Rectangular Stadium, Melbourne |                   |                                              |                                    |    | Tonga     | Tonga                           | 18       |  |  |       |       |       |
|  |                                                         |                   | Anglia                                       | Anglia                             | 20 |           |                                 |          |  |  |       |       |       |
|  | Anglia                                                  | Anglia            | Anglia                                       | Anglia                             | 20 | 36        |                                 |          |  |  |       |       |       |
|  | Anglia                                                  | Anglia            |                                              |                                    |    |           |                                 |          |  |  |       |       |       |
|  | Papua-Nowa Gwinea                                       | Papua-Nowa Gwinea | 6                                            |                                    |    |           |                                 |          |  |  |       |       |       |
|  | Papua-Nowa Gwinea                                       | Papua-Nowa Gwinea | 6                                            |                                    |    |           |                                 |          |  |  |       |       |       |

### Ćwierćfinały
| 17 listopada 201718:00 ACST (UTC+9:30) | Australia                                               | 46:0(30:0) | Samoa | Marrara Oval, Darwin Widzów: 13 473 Sędzia: Phil Bentham |
| 17 listopada 201718:00 ACST (UTC+9:30) | Holmes 20 (5P) Smith 14 (7G) Morgan 8 (2P) Slater 4 (P) | 46:0(30:0) |       | Marrara Oval, Darwin Widzów: 13 473 Sędzia: Phil Bentham |

| 18 listopada 201717:00 NZDT (UTC+13) | Tonga                                                      | 24:22(22:16) | Liban                                              | Rugby League Park, Christchurch Widzów: 8309 Sędzia: Gerard Sutton |
| 18 listopada 201717:00 NZDT (UTC+13) | Fusituʻa 8 (2P) Hingano 8 (4G) Hopoate 4 (P) Lolohea 4 (P) | 24:22(22:16) | Miski 8 (2P) Moses 6 (3G) Douehi 4 (P) Elias 4 (P) | Rugby League Park, Christchurch Widzów: 8309 Sędzia: Gerard Sutton |

| 18 listopada 201719:30 NZDT (UTC+13) | Nowa Zelandia | 2:4(0:2) | Fidżi                      | Wellington Regional Stadium, Wellington Widzów: 12 713 Sędzia: Matt Cecchin |
| 18 listopada 201719:30 NZDT (UTC+13) | Johnson 2 (G) | 2:4(0:2) | Koroisau 2 (G) Milne 2 (G) | Wellington Regional Stadium, Wellington Widzów: 12 713 Sędzia: Matt Cecchin |
| 18 listopada 201719:30 NZDT (UTC+13) | Rapana        | 2:4(0:2) |                            | Wellington Regional Stadium, Wellington Widzów: 12 713 Sędzia: Matt Cecchin |

| 19 listopada 201716:00 AEDT (UTC+11) | Anglia                                                                                 | 36:6(14:0) | Papua-Nowa Gwinea     | Melbourne Rectangular Stadium, Melbourne Widzów: 10 563 Sędzia: James Child |
| 19 listopada 201716:00 AEDT (UTC+11) | McGillvary 8 (2P) Watkins 8 (2P) Widdop 8 (4G) Currie 8 (2P) Hall 4 (P) Walmsley 4 (P) | 36:6(14:0) | Lo 4 (P) Martin 2 (G) | Melbourne Rectangular Stadium, Melbourne Widzów: 10 563 Sędzia: James Child |

### Półfinały
| 24 listopada 201719:00 AEST (UTC+10) | Australia                                               | 54:6(22:2) | Fidżi                         | Lang Park, Brisbane Widzów: 22 073 Sędzia: Gerard Sutton |
| 24 listopada 201719:00 AEST (UTC+10) | Holmes 24 (6P) Smith 14 (7G) Gagai 8 (2P) Slater 8 (2P) | 54:6(22:2) | Vunivalu 4 (P) Koroisau 2 (G) | Lang Park, Brisbane Widzów: 22 073 Sędzia: Gerard Sutton |

| 25 listopada 201718:00 NZDT (UTC+13) | Tonga                                                    | 18:20(0:12) | Anglia                                                  | Mount Smart Stadium, Auckland Widzów: 30 003 Sędzia: Matt Cecchin |
| 25 listopada 201718:00 NZDT (UTC+13) | Taukeiaho 6 (3G) Havili 4 (P) Lolohea 4 (P) Pangai 4 (P) | 18:20(0:12) | Widdop 12 (P 4G) Bateman 4 (P) Jermaine McGilvary 4 (P) | Mount Smart Stadium, Auckland Widzów: 30 003 Sędzia: Matt Cecchin |

### Finał
| 2 grudnia 201719:00 AEST (UTC+10) | Australia                 | 6:0(6:0) | Anglia | Lang Park, Brisbane Widzów: 40 033 Sędzia: Gerard Sutton |
| 2 grudnia 201719:00 AEST (UTC+10) | Cordner 4 (P) Smith 2 (G) | 6:0(6:0) |        | Lang Park, Brisbane Widzów: 40 033 Sędzia: Gerard Sutton |

## Statystyki

### Najwięcej przyłożeń
12 przyłożeń
- Valentine Holmes

9 przyłożeń
- Suliasi Vunivalu

7 przyłożeń
- Jermaine McGillvary

5 przyłożeń
- Billy Slater
- David Fusituʻa
- Michael Jennings

4 przyłożenia
- Wade Graham
- Cameron Munster
- Taane Milne
- David Mead
- Justin Olam

3 przyłożenia
- Kallum Watkins
- Dane Gagai
- Viliame Kikau
- Kevin Naiqama
- Henry Raiwalui
- Liam Kay
- Pita Hiku
- Te Maire Martin
- Roger Tuivasa-Sheck
- Watson Boas
- Garry Lo
- Nene Macdonald
- Tuimoala Lolohea

2 przyłożenia
- John Bateman
- Ben Currie
- Ryan Hall
- Gareth Widdop
- Boyd Cordner
- Josh Dugan
- Michael Morgan
- Jarryd Hayne
- Marcelo Montoya
- Bastien Ader
- Michael McIlorum
- Oliver Roberts
- Adam Doueihi
- Abbas Miski
- Travis Robinson
- Shaun Johnson
- Jason Nightingale
- Jordan Rapana
- Lachlan Lam
- Rhyse Martin
- William Hopoate
- Peni Terepo
- Daniel Tupou
- Josh Mantellato
- Nathan Milone
- Joey Tramontana

1 przyłożenie
- Tom Burgess
- James Graham
- Mark Percival
- Stefan Ratchford
- Alex Walmsley
- Tyson Frizell
- Matt Gillett
- James Maloney
- Tom Trbojevic
- Kane Evans
- Salesi Faingaʻa
- Joe Lovodua
- Ben Nakubuwai
- Akuila Uate
- Eloni Vunakece
- Brayden Wiliame
- Damien Cardace
- Benjamin Garcia
- Mark Kheirallah
- Kyle Amor
- Liam Finn
- George King
- Louie McCarthy-Scarsbrook
- Michael Morgan
- Api Pewhairangi
- Joe Philbin
- James Elias
- Nick Kassis
- Anthony Layoun
- Mitchell Moses
- Jason Wehbe
- Nelson Asofa-Solomona
- Kenny Bromwich
- Issac Liu
- Kodi Nikorima
- Russell Packer
- Brad Takairangi
- Joseph Taripe
- Elijah Taylor
- Dallin Watene-Zelezniak
- Dean Whare
- Stargroth Amean
- Paul Aiton
- Wellington Albert
- Rod Griffin
- Kato Ottio
- James Segeyaro
- Tim Lafai
- Ken Maumalo
- Joseph Paulo
- Junior Paulo
- Young Tonumaipea
- Matthew Wright
- Ben Roberts
- Jazz Tevaga
- Matt Shipway
- Junior Vaivai
- Danny Addy
- Frankie Mariano
- Oscar Thomas
- Lewis Tierney
- Siliva Havili
- Ata Hingano
- Manu Maʻu
- Sika Manu
- Ben Murdoch-Masila
- Tevita Pangai Junior
- Jason Taumalolo
- Regan Grace
- Morgan Knowles
- Ben Morris
- Justin Castellaro
- Mason Cerutto
- Ryan Ghietti
- James Tedesco
- Paul Vaughan